# 国道411号

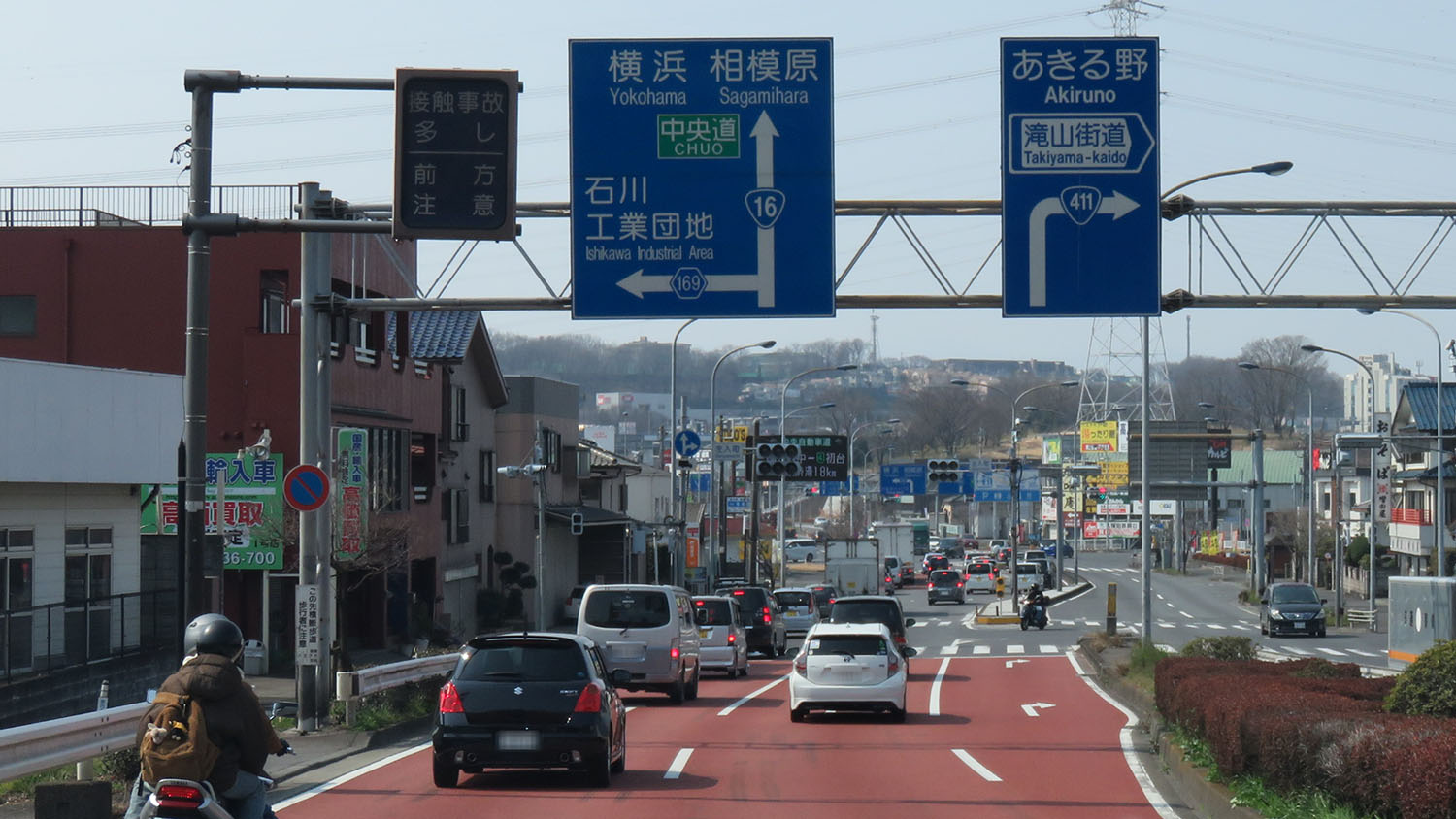
国道411号 起点
東京都八王子市 左入町交差点

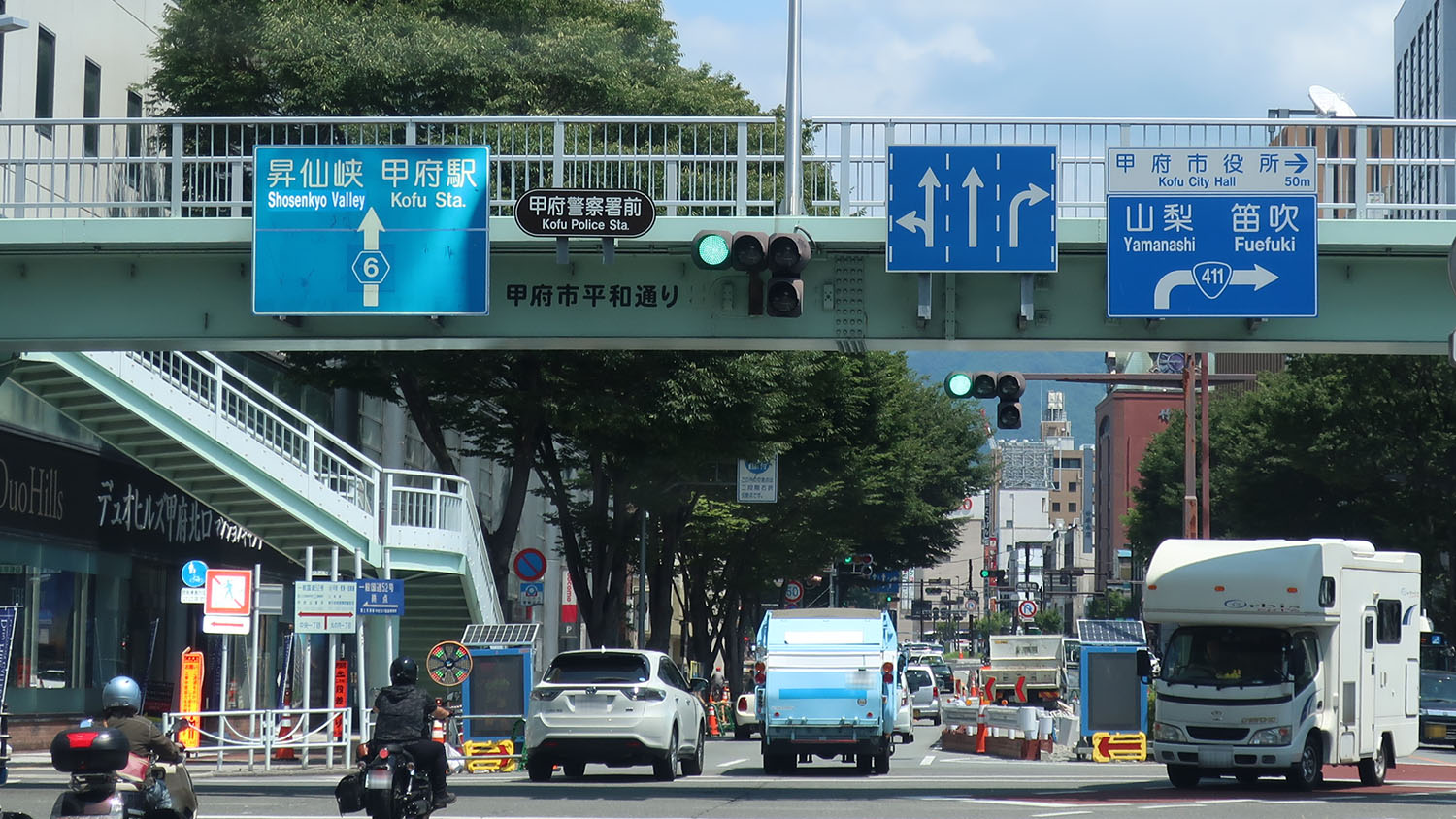
国道411号 終点
山梨県甲府市 甲府警察署前交差点
（国道52号 終点）

国道411号（こくどう411ごう）は、東京都八王子市から西多摩郡奥多摩町を経由して、山梨県甲府市に至る一般国道である。

## 概要
起点の八王子市から、国道20号（甲州街道）の北側を並走するような経路を取り、東京都の多摩地域北西部にある西多摩郡奥多摩町や、山梨県の北東部を経由し、終点の甲府市に至る路線である。
途中の青梅市からになるが、青梅街道を踏襲するルートをたどる。青梅街道の踏襲区間では甲州裏街道と呼ばれることがある。

### 路線データ
一般国道の路線を指定する政令に基づく起終点および重要な経過地は次のとおり。
- 起点：八王子市（左入町交差点 = 国道16号交点）
- 終点：甲府市（甲府警察署前交差点 = 国道52号・国道358号終点、山梨県道6号甲府韮崎線起点）
- 重要な経過地：秋川市[注釈 2]、青梅市、東京都西多摩郡奥多摩町、塩山市[注釈 3]、山梨市（一町田中）、山梨県東八代郡石和町[注釈 4]
- 総延長 : 122.0 km（東京都 54.0 km、山梨県 68.0 km）重用延長を含む[3][注釈 5]
- 重用延長 : 0.0 km（東京都0.0 km、山梨県 - km）[3][注釈 5]
- 未供用延長 : なし[3][注釈 5]
- 実延長 : 122.0 km（東京都 54.0 km、山梨県 68.0 km）[3][注釈 5]
  - 現道 : 115.8 km（東京都 53.5 km、山梨県 62.3 km）[3][注釈 5]
  - 旧道 : 3.4 km（ 東京都 0.5 km、山梨県 2.9 km）[3][注釈 5]
  - 新道 : 2.8 km（東京都 - km、山梨県 2.8 km）[3][注釈 5]
- 指定区間：なし[4]

## 歴史
- 1982年（昭和57年）4月1日 - 一般国道411号（八王子市 - 甲府市）として指定施行[5]。
- 2021年（令和3年）7月18日 - この日昼頃発生した当道峰谷橋付近の土砂崩落により、通行止め区間が発生。このため、沿線を運行する西東京バス一般路線のうち、奥多摩湖 - 丹波・小菅の湯・鴨沢西・留浦・峰谷の各系統は運休。奥多摩駅 - 奥多摩湖間で折り返し運行となる[6][7][8][9]。同月28日17時、片側交互通行で通行止め解除・開通[10]。
- 2022年（令和4年）
  - 6月15日 - 丹波山村保之瀬付近で落石発生。この日より同村内で通行止め[注釈 6][注釈 8][11][12]。
  - 10月14日 - 丹波山村内の通行止めが解除となる[13][14][15][16]。当道路を走行する西東京バス奥10系統（奥多摩駅 - 丹波）が丹波まで同日運行再開[17]。

## 路線状況

### 東京都側

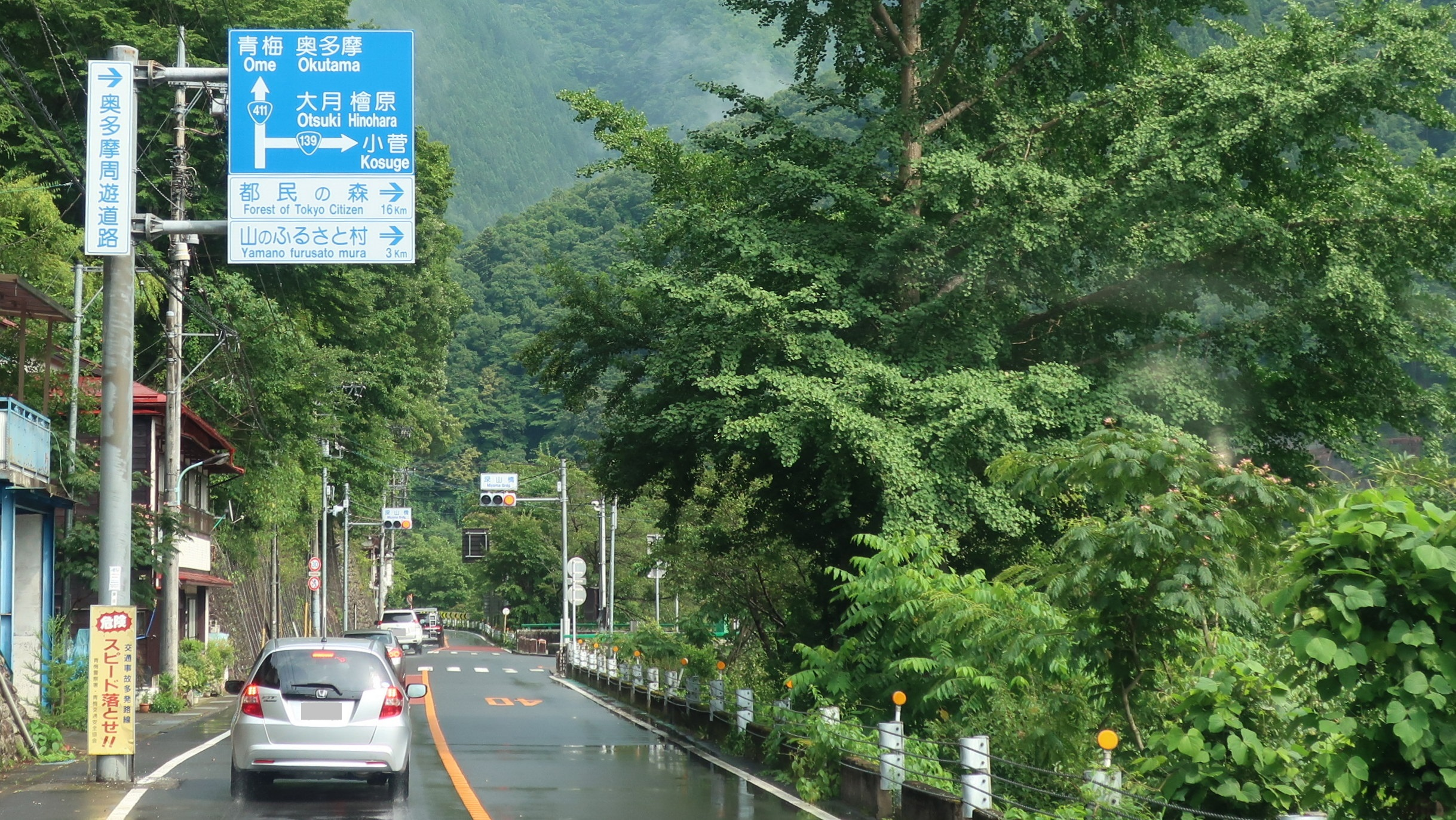
東京都西多摩郡奥多摩町
深山橋交差点付近
（国道139号 終点）

八王子市左入町交差点で国道16号から分かれると、首都圏中央連絡自動車道あきる野インターチェンジ付近まで西進する。この区間は地域高規格道路として整備された新滝山街道と並行する。あきる野ICからは進路を北にとり、途中あきる野市街を通過する。沿線には郊外型店舗が連なるが、しばらくすると市街地を抜け、新満地トンネルで満地峠を越える。ここからは青梅市に入る。
青梅市に入ると、多摩川に沿って東京都道45号奥多摩青梅線（吉野街道）およびJR東日本青梅線と並行して西進する。車線数は2車線だが、拡張が終わった一部区間では停車帯が加わる。万年橋で多摩川北岸に渡ると、進行方向前面（山梨県方面）に奥多摩の山々が目の前に迫る。青梅市街を抜ける辺りから上り勾配が始まる。途中、吉野梅郷、御岳渓谷などの景勝地付近を通過するため、土休日を中心に渋滞することが多い。
御嶽駅を過ぎて西多摩郡奥多摩町に入ると谷沿いを進むようになる。鳩ノ巣駅を過ぎると、しばらく（山梨県境付近まで）狭いトンネルが連続するようになる。新氷川トンネルを抜け、奥多摩の玄関口である奥多摩駅を過ぎると、道幅が狭くなり、勾配がさらに急になる。この区間は「奥多摩むかし道」や、奥多摩湖建設のために敷かれた鉄道「水根貨物線」跡と並行しながら奥多摩湖へ至る。湖畔の北側を西進し、しばらくの間は比較的平坦な道となる。深山橋交差点で国道139号と接続し、程なくして山梨県に入る。

### 山梨県側

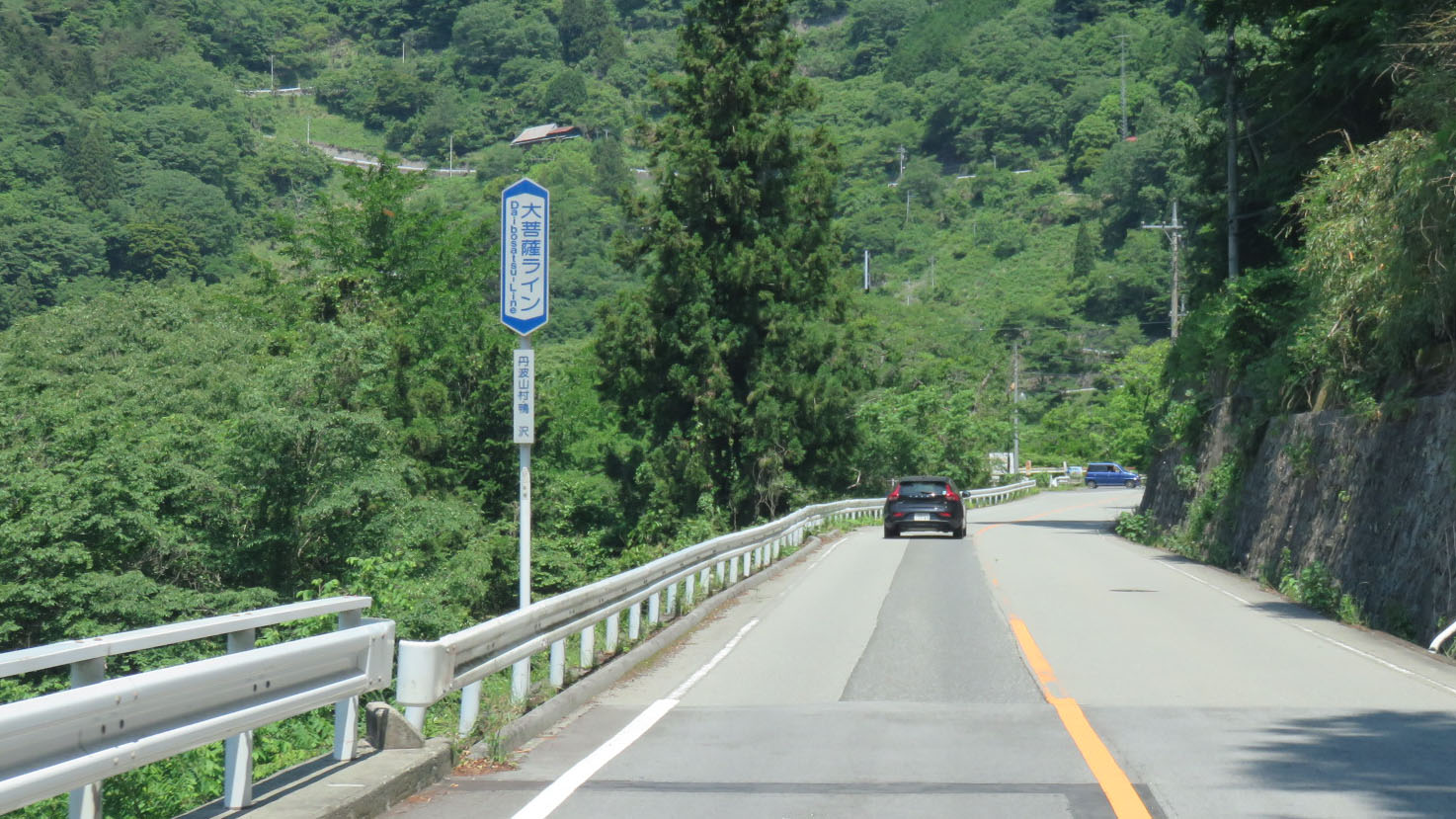
愛称「大菩薩ライン」の標識
山梨県北都留郡丹波山村鴨沢

小袖川を渡ると、山梨県北都留郡丹波山村に入る。さらにアップダウンとカーブが続く。所々、丹波川沿いの集落へ続く下り坂がある。左手に丹波山温泉「のめこい湯」が見えると、山梨県道18号上野原丹波山線との交差点に至る。青梅街道の宿場町として栄えた中心部と、左眼下にみえる住宅街を過ぎると、丹波山村を抜けるまで集落がなく、しばらく山間部に入る。一時、右手に川が見えるが、再び左手に川を見ながら並走する。羽根戸トンネル、丹波山トンネル、大常木トンネルを抜けると甲州市に入る。続くおいらん淵付近にある一之瀬高橋トンネルを抜けると、いくつかの急坂のヘアピンカーブを通り過ぎ、柳沢峠から先は甲州市街まで長い下り坂が続く。山間部区間を下り終えると、甲州市街（旧塩山市街）の東側を塩山バイパスで通過し、市内勝沼町の等々力交差点で右折し旧甲州街道を笛吹市石和町を経て終点の甲府市中心部まで西進する。甲府市内の身延線善光寺駅付近、金手駅付近では昔の城下町時代の名残でクランク状に線形が折れ曲がっているところがある。

### 別名

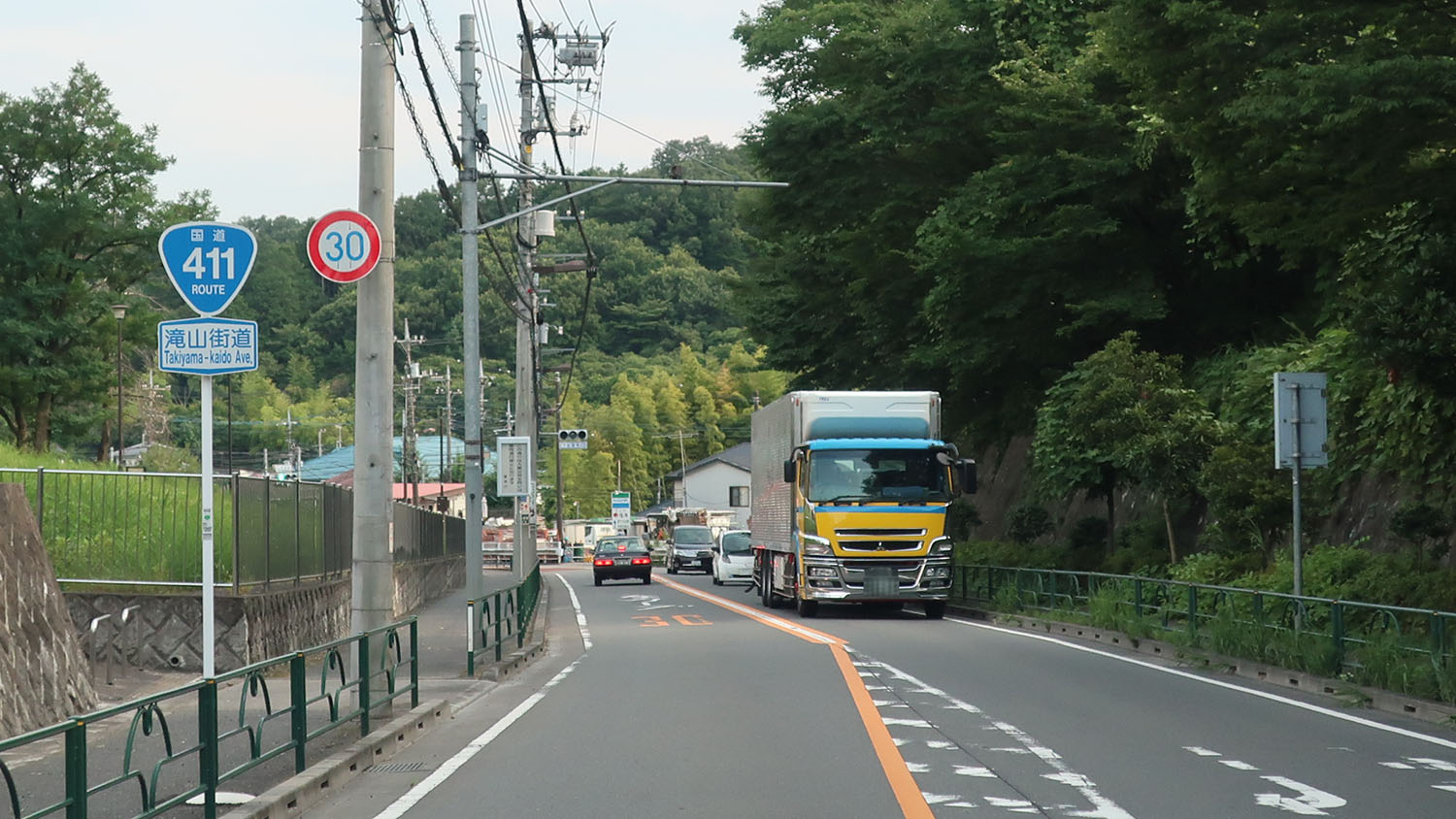
滝山街道
東京都八王子市戸吹町

- 滝山街道

東京都通称道路名。東京都八王子市左入町（国道16号左入町交差点） - 東京都青梅市友田町二丁目（吉野街道・友田町交差点）
- 吉野街道

東京都通称道路名。東京都青梅市友田町二丁目 - 東京都青梅市畑中一丁目
- 青梅街道

東京都通称道路名。東京都青梅市青梅（青梅市民会館南交差点） - 山梨県北都留郡丹波山村
- 大菩薩ライン

山梨県道路愛称名。山梨県丹波山村鴨沢（東京都との県境） - 笛吹市石和町甲運橋。愛称は、甲府盆地の北東部にそびえる大菩薩嶺の西麓を道路が登ってゆくことに由来する。
- 市部本通り

笛吹市
- 城東通り

甲府市通称道路名。甲府市笛吹市境界（甲府市川田町） - 甲府警察署交差点（甲府市丸の内）

### バイパス道路

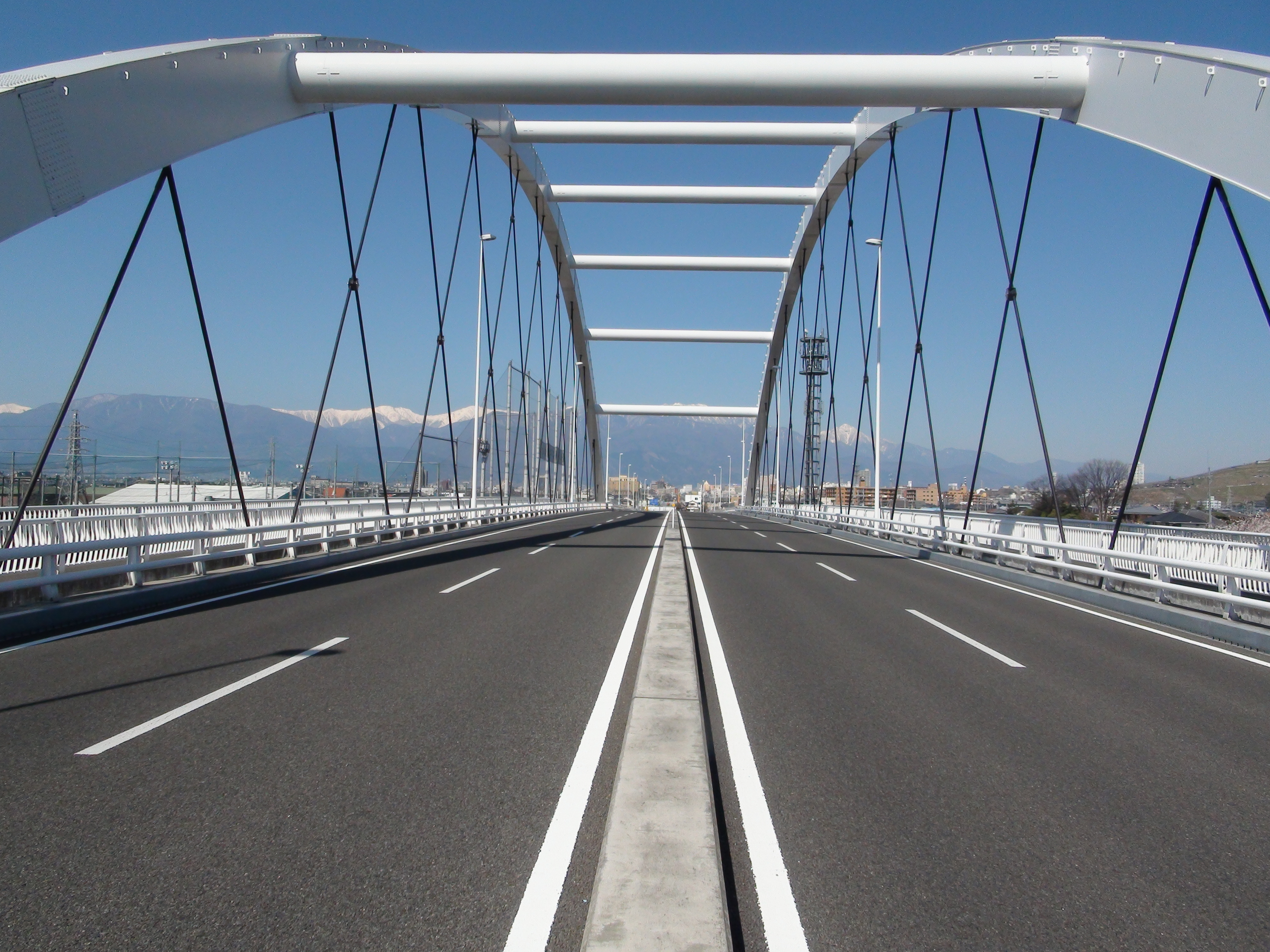
城東バイパス
城東大橋（甲府市酒折）

- 新滝山街道
- 羽根戸バイパス
- 一之瀬高橋バイパス
- 上萩原バイパス
- 塩山バイパス
- 城東バイパス
- 大常木バイパス
- 上萩原2期バイパス北伸部

#### 建設・構想中
- 上萩原III期バイパス

1工区（延長760 m）は、2014年に開通済みである。
2工区（延長1200 m）は、一部区間が開通済みである。残りの区間は整備中。

### 道路施設

#### 橋梁

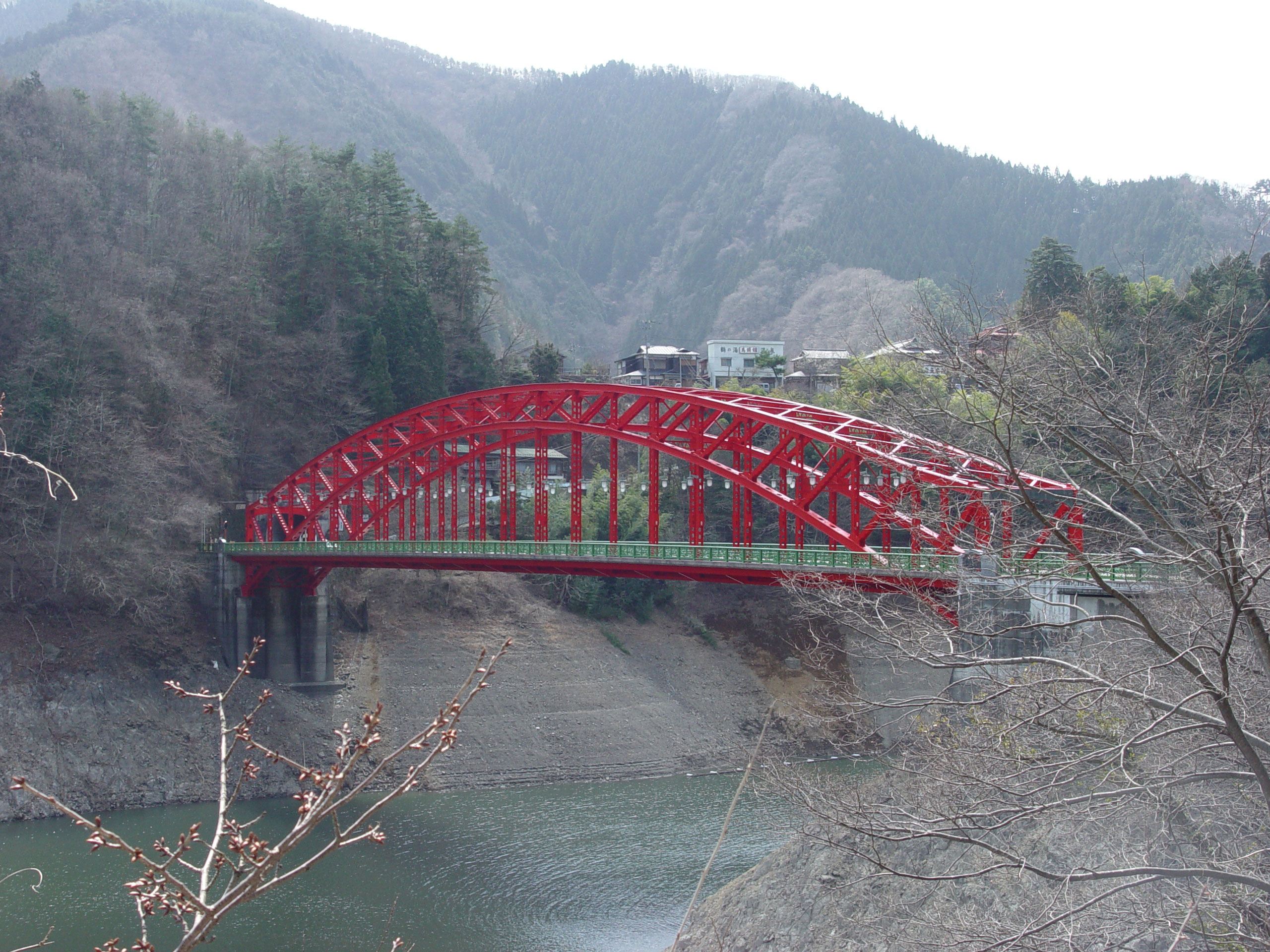
峰谷橋、奥多摩湖

- 秋留橋 : 秋川
- 菅瀬橋 : 平井川
- 万年橋 : 多摩川
- 南氷川橋 : 多摩川
- 弁天橋 : 多摩川
- 笹平橋 : 多摩川
- 琴浦橋 : 多摩川
- 檜村橋 : 多摩川
- 境橋 : 多摩川
- 峰谷橋 : 奥多摩湖
- 小田原橋 : 重川
- 新千野橋 : 重川
- 西広門田橋 : 重川
- 笛吹橋 : 笛吹川

#### トンネル

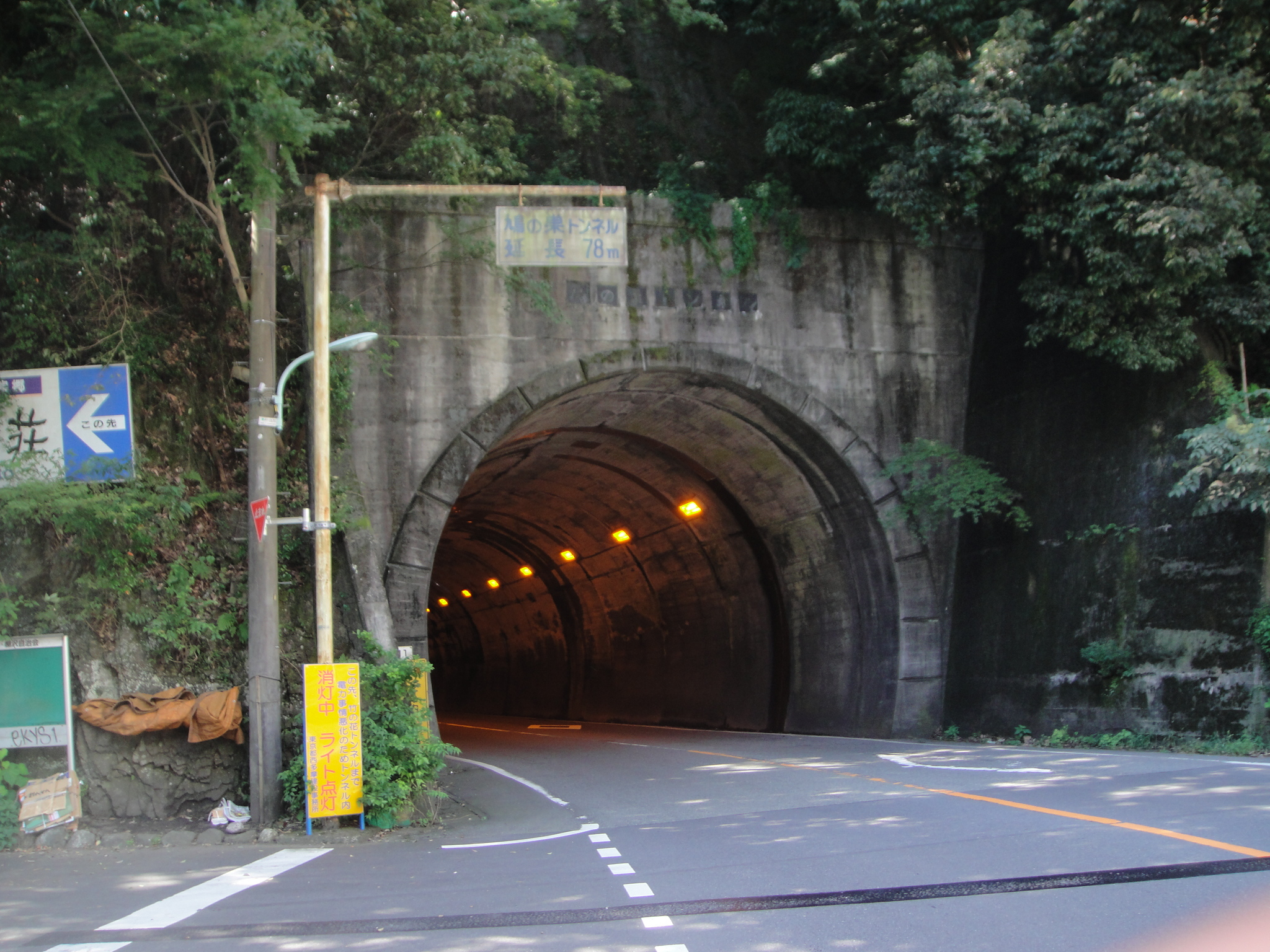
鳩ノ巣トンネル
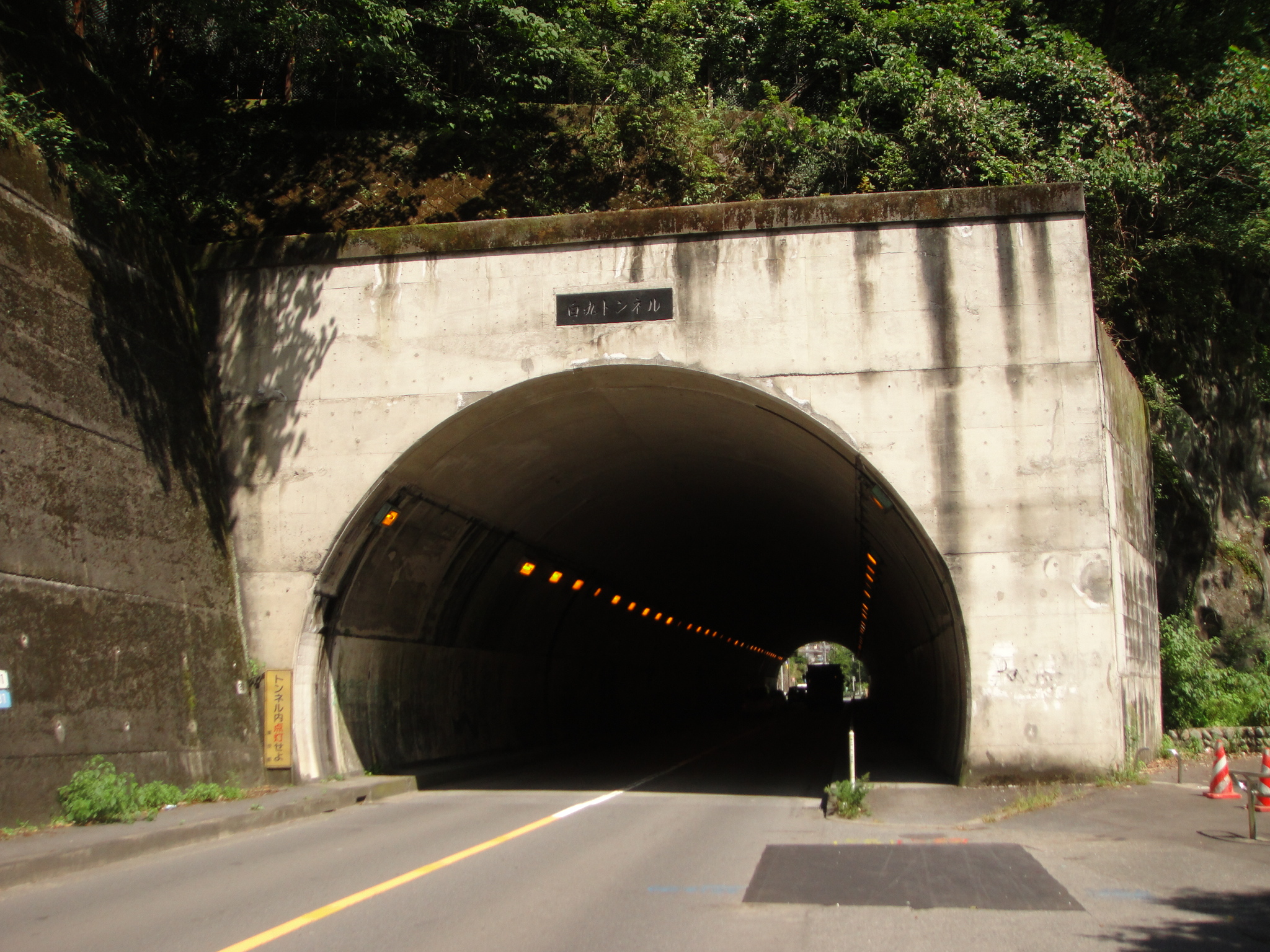
白丸トンネル
新氷川トンネル

起点から
- 東京都
  - 新満地トンネル（延長396 m）
  - 鳩ノ巣トンネル（延長78 m）
  - 花折トンネル（延長108 m）
  - 白丸トンネル（延長126 m）
  - 新氷川トンネル（延長605 m）
  - 橋詰トンネル（延長238 m）
  - 白髭トンネル（延長359 m）
  - 梅久保トンネル（延長38 m）
  - 惣岳トンネル（延長149 m）
  - 板小屋トンネル（延長115 m）
  - 桃ヶ沢トンネル（延長275 m）
  - 中山トンネル（延長391 m）
  - 大麦代トンネル（延長538 m）
  - 熱海トンネル（延長60 m）
  - 室沢トンネル（延長215 m）
  - 鶴の湯トンネル（延長157 m）
  - 女の湯トンネル（延長124 m）
  - あずまいトンネル（延長96 m）
  - 坂本トンネル（延長260 m）
  - 馬頭トンネル（延長82 m）
  - 川野トンネル（延長140 m）
  - 竹の花トンネル（延長94 m）
- 山梨県
  - 羽根戸トンネル（延長305.1 m）
  - 丹波山トンネル（延長151 m）
  - 上萩原第一トンネル（延長227 m）
  - 上萩原第二トンネル（延長53.0 m）
  - 雲峰寺第一トンネル（延長74.0 m）
  - 雲峰寺第二トンネル（延長66.0 m）

- 鳩ノ巣トンネル
- 白丸トンネル
- 新氷川トンネル

#### 道の駅
- 山梨県
  - たばやま（北都留郡丹波山村）

### 交通量
平日24時間交通量（平成17年度道路交通センサス）
| 地点                 | 台数   |
| -------------------- | ------ |
| 甲府市酒折二丁目3-11 | 22,008 |

## 地理
奥多摩湖から東京都・山梨県境を越えて山梨県側に入ると丹波山村で、多摩川源流地域ののどかな山間風景でカーブも緩やかである。その西側でそびえる鶏冠山（標高1,716 m）を避けるように、山の北麓で迂回するように道路が走る。国道411号の最高地点である柳沢峠付近は森林に囲まれた区間で、峠の南側で甲府盆地へと下る大菩薩嶺（標高2,057 m）の尾根の西麓付近では、急カーブが連続していて川や渓谷をいくつもの橋で越えてゆく。

### 通過する自治体
- 東京都
  - 八王子市 - あきる野市 - 青梅市 - 西多摩郡奥多摩町
- 山梨県
  - 北都留郡丹波山村 - 甲州市 - 山梨市 - 笛吹市 - 甲府市

### 交差する道路
- 国道16号〈東京環状〉（東京都八王子市）
- 東京都道169号渕上日野線（東京都八王子市）
- 東京都道166号瑞穂あきる野八王子線〈谷野街道〉（東京都八王子市）
- 東京都道186号高月楢原線（東京都八王子市）
- 東京都道176号楢原あきる野線（東京都八王子市）
- 東京都道46号八王子あきる野線（新滝山街道）（東京都あきる野市）
- 首都圏中央連絡自動車道あきる野IC/東京都道169号渕上日野線（東京都あきる野市）
- 東京都道7号杉並あきる野線〈睦橋通り〉（東京都あきる野市）
- 東京都道7号杉並あきる野線〈五日市街道〉（東京都あきる野市）
- 東京都道165号伊奈福生線（東京都あきる野市）
- 東京都道165号伊奈福生線/東京都道184号奥多摩あきる野線（東京都あきる野市）
- 東京都道249号福生青梅線（東京都青梅市）
- 東京都道45号奥多摩青梅線（東京都青梅市）
- 東京都道31号青梅あきる野線〈秋川街道〉（東京都青梅市）
- 東京都道45号奥多摩青梅線〈吉野街道〉（東京都青梅市）
- 東京都道5号新宿青梅線〈青梅街道〉（東京都青梅市）
- 東京都道28号青梅飯能線〈旧青梅街道〉（東京都青梅市）
- 東京都道53号青梅秩父線〈小曽木街道〉（東京都青梅市）
- 東京都道238号大久野青梅線（東京都青梅市）
- 東京都道199号梅郷日向和田線（東京都青梅市）
- 東京都道200号柚木二俣尾線（東京都青梅市）
- 東京都道193号下畑軍畑線（東京都青梅市）
- 東京都道202号上成木川井線（東京都西多摩郡奥多摩町）
- 東京都道45号奥多摩青梅線〈吉野街道〉（東京都西多摩郡奥多摩町）
- 東京都道184号奥多摩あきる野線（東京都西多摩郡奥多摩町）
- 東京都道204号日原鍾乳洞線〈日原街道〉（東京都西多摩郡奥多摩町）
- 東京都道205号水根本宿線（東京都西多摩郡奥多摩町）
- 国道139号（旧青梅街道）（東京都西多摩郡奥多摩町）
- 山梨県道18号上野原丹波山線（山梨県北都留郡丹波山村）
- 山梨県道201号塩山停車場大菩薩嶺線〈青梅街道〉（山梨県甲州市）
- 山梨県道207号平沢千野線（山梨県甲州市）
- 山梨県道38号塩山勝沼線（山梨県甲州市）
- 山梨県道201号塩山停車場大菩薩嶺線〈青梅街道〉（山梨県甲州市）
- 山梨県道38号塩山勝沼線（山梨県甲州市）
- 山梨県道214号休息勝沼線（山梨県甲州市）
- 山梨県道34号中道塩山線（山梨県甲州市）
- 山梨県道303号市之蔵山梨線（山梨県山梨市）
- 山梨県道202号山梨市停車場線（山梨県山梨市）
- 山梨県道306号田中勝沼線/山梨県道211号山梨笛吹線（山梨県笛吹市）
- 山梨県道312号一宮山梨線（山梨県笛吹市）
- 山梨県道301号白井河原八田線（山梨県笛吹市）
- 山梨県道304号上黒駒石和線（山梨県笛吹市）
- 山梨県道302号石和温泉停車場線（山梨県笛吹市）
- 山梨県道301号白井河原八田線（山梨県笛吹市）
- 国道140号（山梨県甲府市）
- 山梨県道102号酒折停車場線（山梨県甲府市）
- 山梨県道109号善光寺線（山梨県甲府市）
- 山梨県道3号甲府市川三郷線（山梨県甲府市）
- 山梨県道31号甲府山梨線（山梨県甲府市）
- 山梨県道6号甲府韮崎線〈平和通り〉/国道52号〈平和通り〉（山梨県甲府市）

### 沿線
山
奥多摩や奥秩父の多くの山がある。
- 高水三山
- 御岳山
- 大岳山
- 御前山
- 三頭山
- 鷹ノ巣山
- 七ツ石山
- 雲取山
- 飛竜山
- 大菩薩嶺

河川
- 秋川
- 平井川
- 多摩川
- 笛吹川
- 濁川

湖
- 奥多摩湖（東京都西多摩郡奥多摩町）

### 峠
- 東京都
  - 満地峠（あきる野市 - 青梅市。新満地トンネルで通過）
- 山梨県
  - 柳沢峠（甲州市）

## ギャラリー

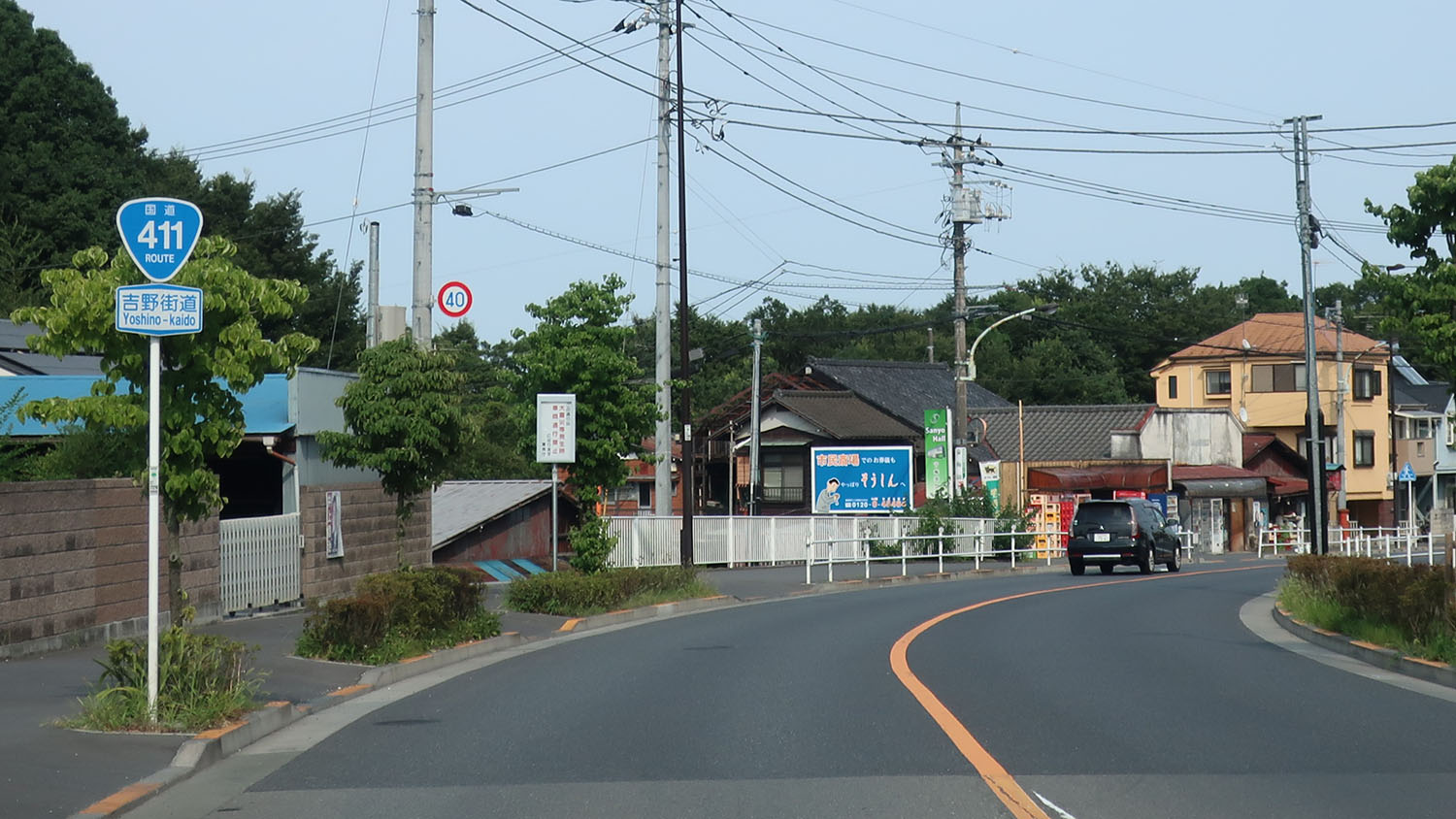
吉野街道 東京都青梅市長淵
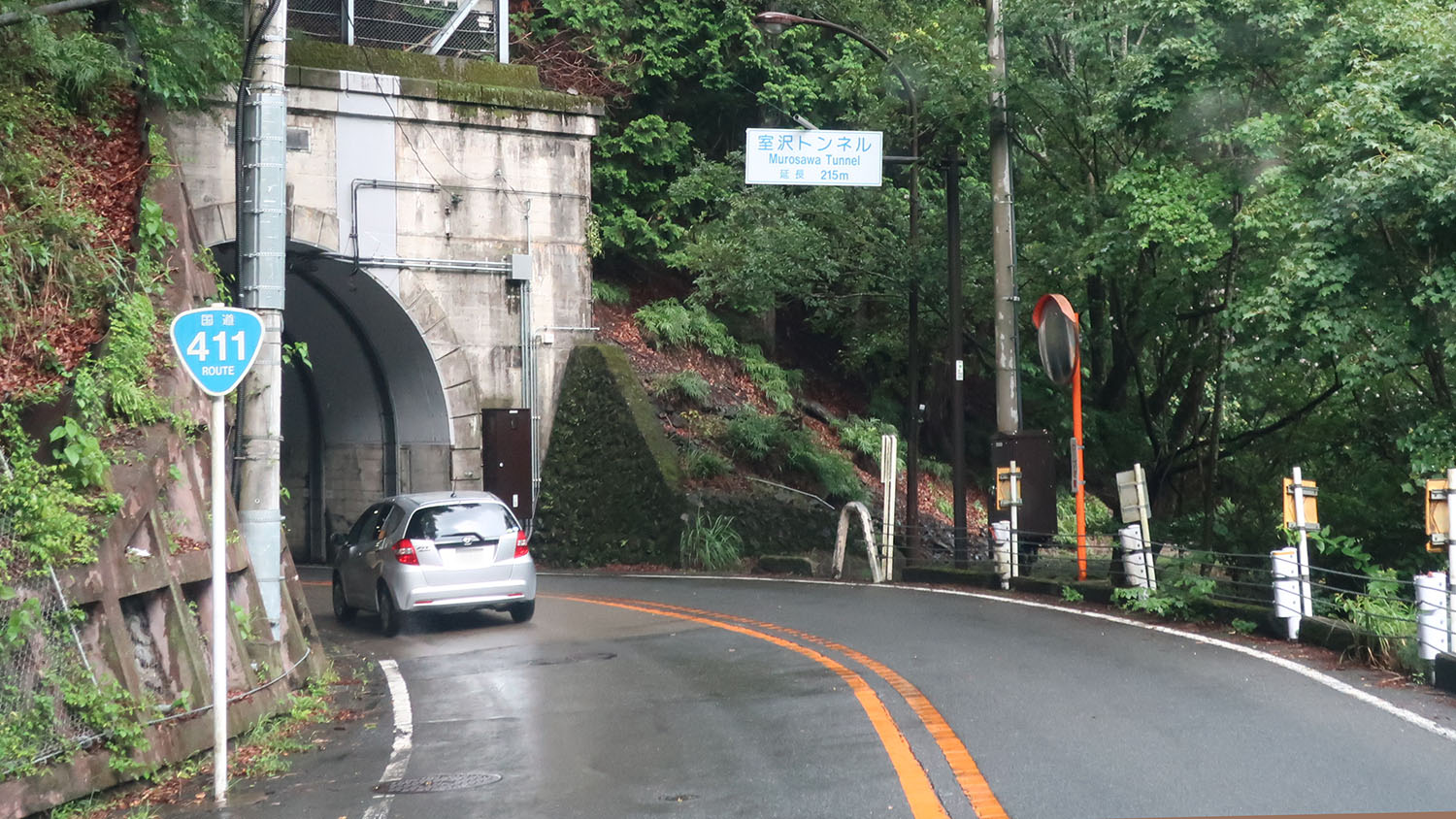
室沢トンネル付近 東京都西多摩郡奥多摩町原
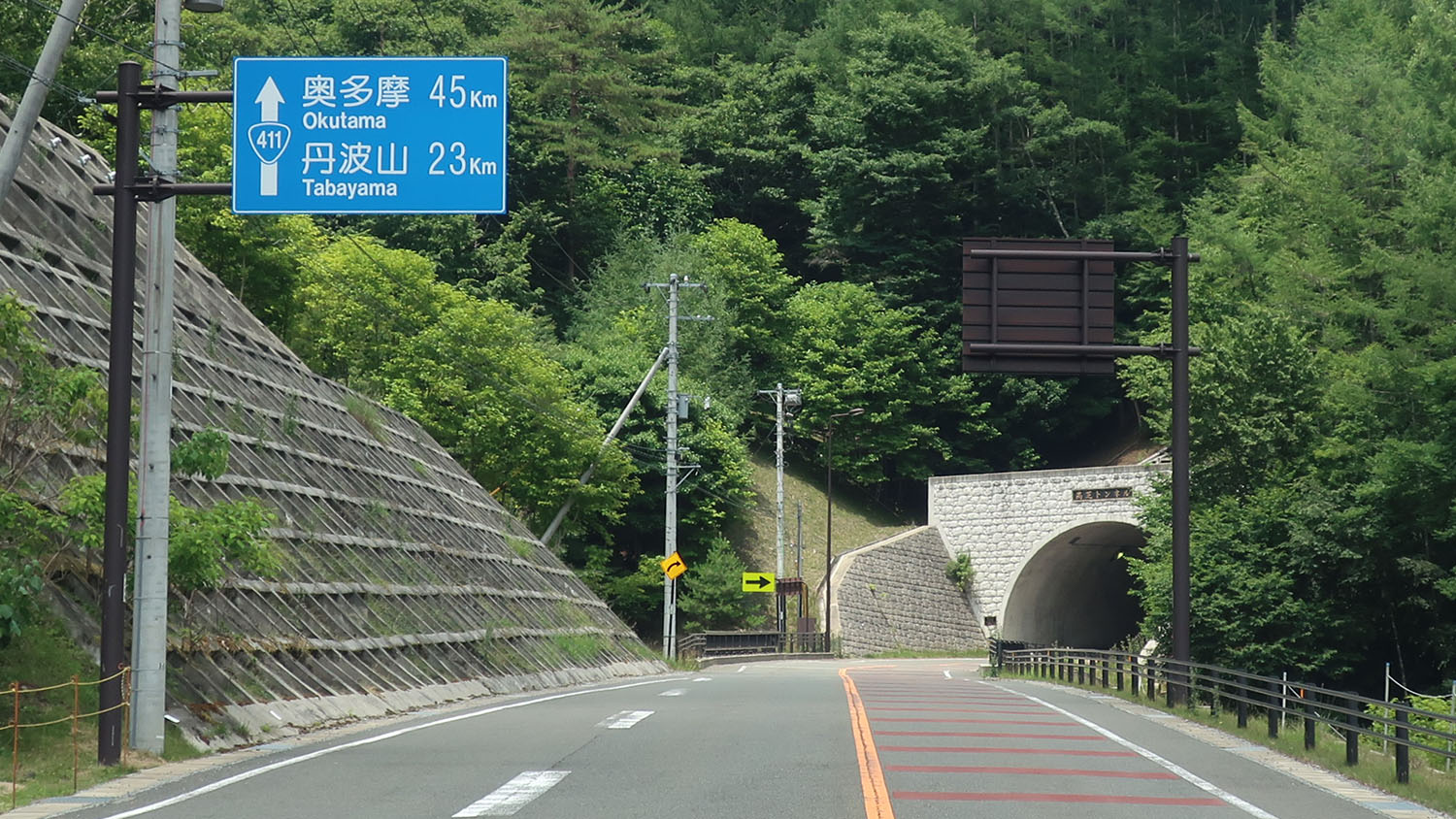
高芝トンネル付近 （上萩原2期バイパス） 山梨県甲州市塩山上萩原
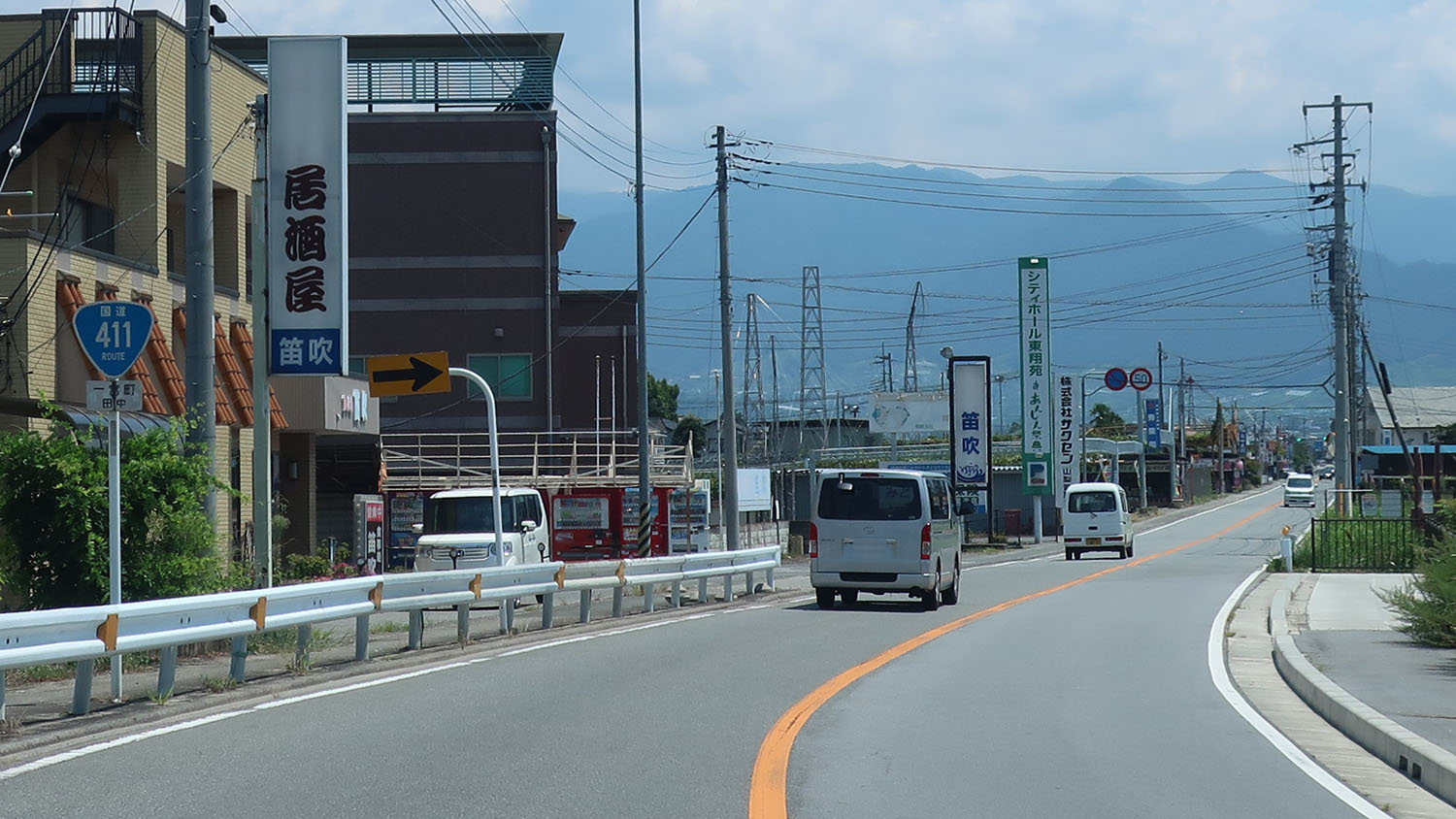
山梨県笛吹市一宮町
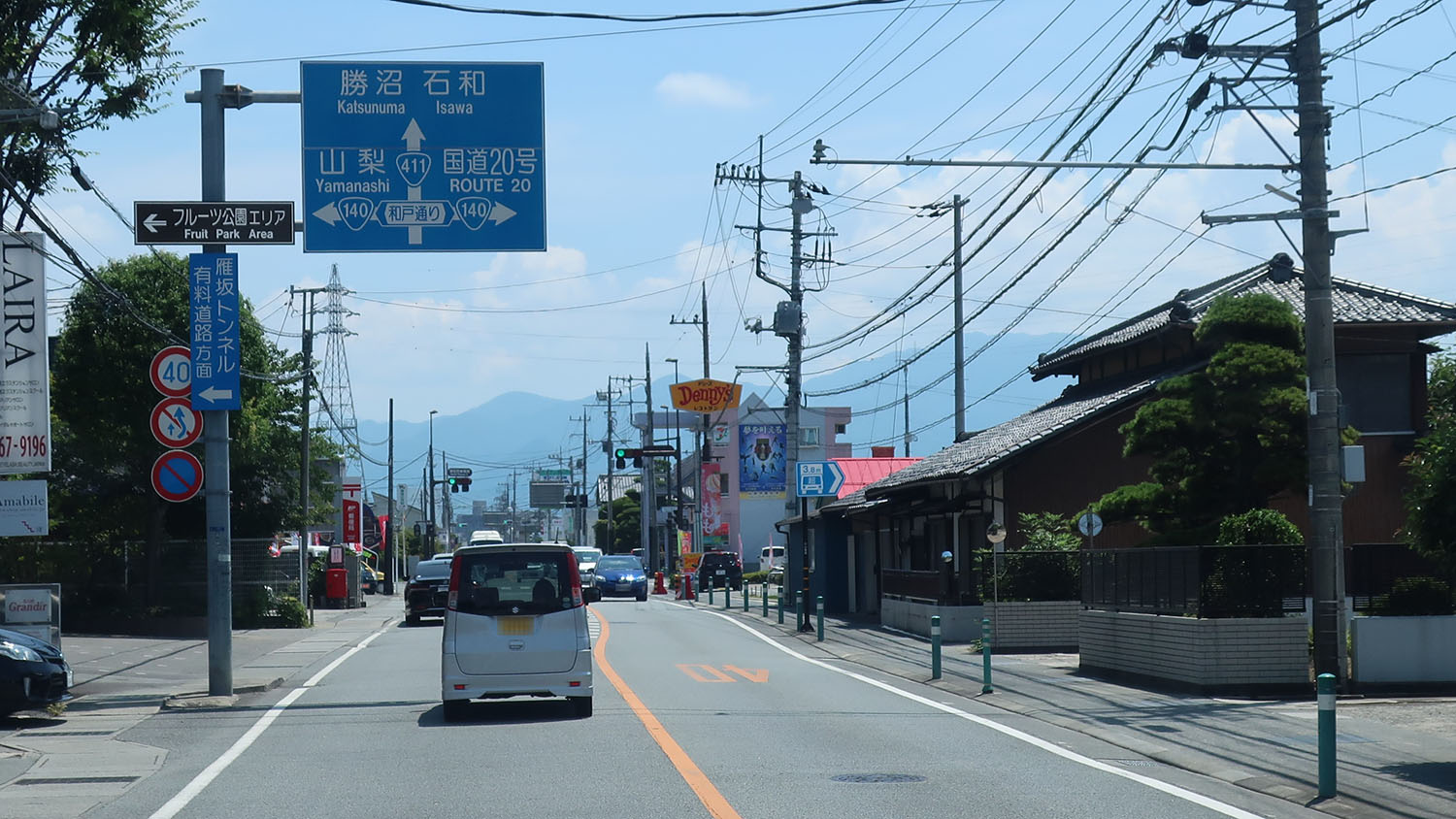
国道140号との交差 山梨県甲府市横根町